# Tetramorium termitobium
Tetramorium termitobium är en myrart som beskrevs av Carlo Emery 1908. Tetramorium termitobium ingår i släktet Tetramorium och familjen myror. Inga underarter finns listade i Catalogue of Life.